# Galimzián Jusaínov
Galimzián Salíjovich Jusaínov (en ruso: Галимзя́н Салихович Хусаи́нов, en tártaro: Галимҗан Салих улы Хөсәенев; Novoye Ishlaikino, Unión Soviética, 27 de junio de 1937 - Moscú, Rusia, 5 de febrero de 2010) fue un futbolista ruso de etnia tártara. Se desempeñaba como delantero.

## Clubes
| Club              | País            | Año         | Partidos | Goles |
| FC Krylia Sovetov | Unión Soviética | 1957 - 1960 | 64       | 13    |
| FC Spartak Moscú  | Unión Soviética | 1961 - 1973 | 350      | 102   |